# Marino di Teana
Francesco Marino, noto come Marino di Teana (Teana, 8 agosto 1920 – Périgny, 1º gennaio 2012), è stato uno scultore italiano naturalizzato argentino.
Visse perlopiù in Francia, dove intraprese una carriera artistica a livello internazionale. 

## Biografia
All'età di 5 anni, iniziò a lavorare con suo nonno come pastore e, in età adolescenziale, come muratore. Nel 1936 emigrò, con la famiglia, in Argentina, continuando l'attività di muratore assieme al padre, divenendo poi capocantiere. Nelle ore serali, frequentò la scuola Politecnica Emilio Salgueira. Nel 1945 intraprese gli studi presso la Scuola Superiore delle Belle Arti Ernesto de la Cárcova di Buenos Aires, conseguendo, nel 1949, il titolo accademico di Profesor Superior. Nello stesso istituto ricevette la cattedra di professore ma rifiutò per fare ritorno in Europa, soggiornando prima in Spagna nel 1952 e poi in Francia nel 1953, stabilendosi a Parigi.
Nella capitale francese, Marino intraprese una lunga carriera come scultore e urbanista ed entrò in contatto con numerosi artisti di fama internazionale come Le Corbusier, Yaacov Agam, Anton Pevsner, Victor Vasarely, Richard Mortensen. Molte opere monumentali di Marino furono realizzate in Francia, Germania e alcune di esse sono esposte presso diversi musei del mondo.
Fu professore di architettura alla Scuola americana delle Belle arti di Fontainebleau per venticinque anni. Nel 1982 fu rappresentante dell'Argentina alla Biennale di Venezia e nel 1997 venne invitato al 27° International Symposium of Arts di Seul, come rappresentante dell'Europa, tenendo inoltre conferenze sull'arte. Nel 2007 ricevette la cittadinanza onoraria dal Presidente della Regione Basilicata Vito De Filippo. Nel 2008, su richiesta della regione Basilicata, ha prodotto, in collaborazione con il figlio Nicolas, quattro sculture monumentali per il suo paese natio.
È scomparso nel 2012 all'età di 91 anni.

## Alcuni monumenti

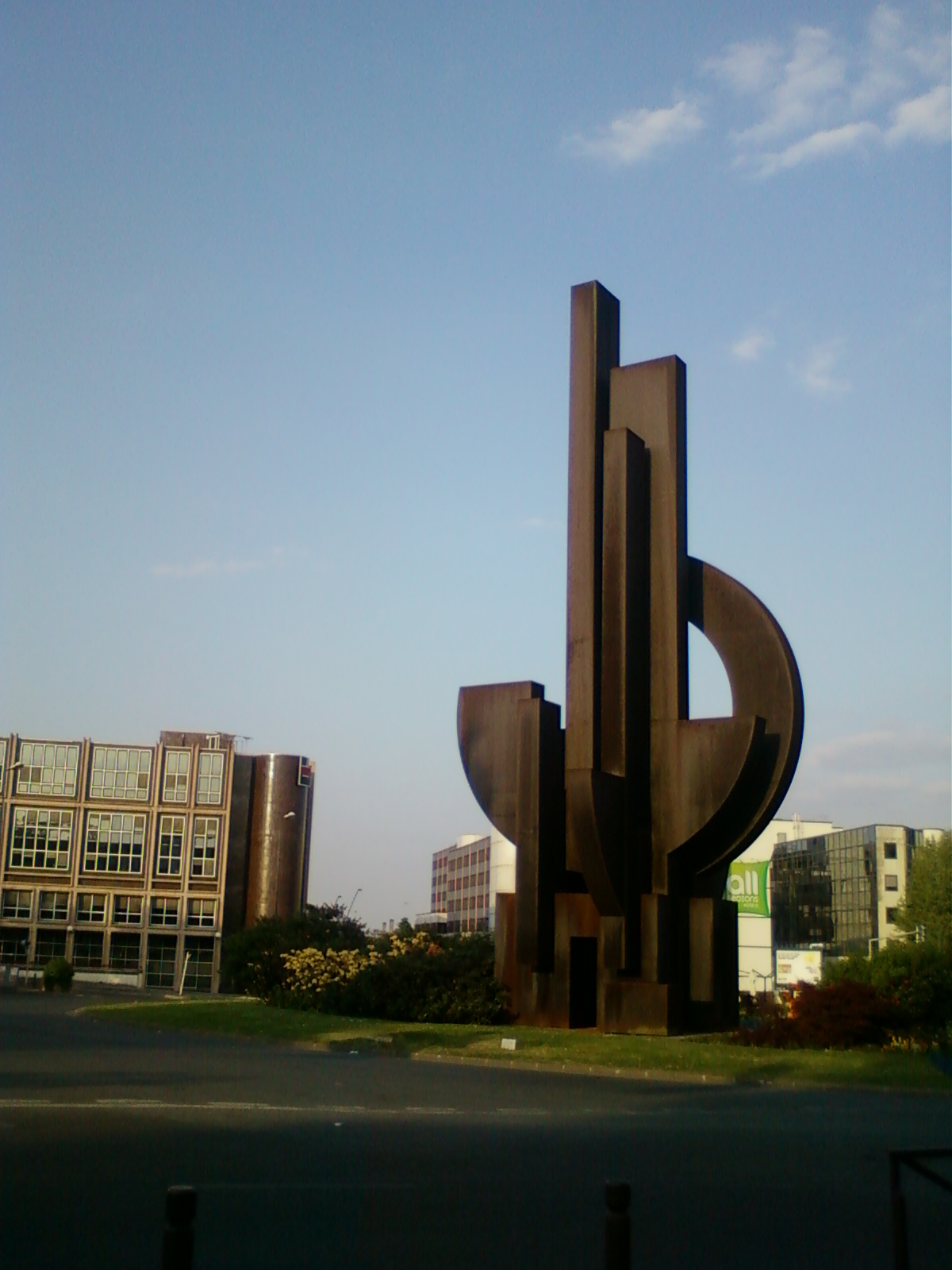
La "Liberté": scultura in acciaio a Fontenay-sous-Bois

- Struttura in acciaio inox, 13 m di lunghezza per la fabbrica Saint-Gobain di Rantigny, 1962
- Struttura in acciaio inox, 4 m x 8 per l'istituto tecnico di Carpentras
- Due sculture in acciaio inox, 2 m di altezza per il gruppo immobiliare "Résidence"
- Scultura in acciaio nella hall della torre CB15 di La Défense (1966)
- Struttura in acciaio di 17 m di altezza, realizzata per la GEEP Industrie di Chevilly - Orléans, (1967)
- Struttura in acciaio corten presso la École Polytechnique, Palaiseau (1975)
- Struttura in acciaio Corten "Hommage aux sciences", presso la facoltà di medicina di Nancy (1978)
- Scultura in acciaio Corten nella fabbrica L'Oréal di Gauchy (1980)
- "Liberté", struttura in acciaio Corten a Fontenay-sous-Bois, (1989-1991)
- Tre sculture in acciaio Corten e un cavaliere in bronzo a Teana (2008)

## Esposizioni

### Francia
- Musée de Cholet - 1980
- Musée des beaux arts, Pau - 1987
- Musée de Monbéliard, Doubs - 1980
- Musée Art et Industrie à Saint-Etienne - 1968
- Musée de l'Assistance Publique, Paris - 1975
- Musée du Nouveau Conservatoire de Musique de Lyon - 1989
- Musée d'Art Moderne de la Ville de Paris. MAMVP - 1970 e 1975
- LAAC de Dunkerque.
- FRAC Oise - 1983
- FRAC Ile de France - 1984
- FRAC Centre 2008
- Collections particulières François Pinault, L'Oréal, Sonia Delaunay, Jean-Paul Ledeur, Claude Pompidou, Pierre Cardin...
- Collection mécénale de la Société Générale, Tours Valmy, Paris La Defense. 1996.
- Centre d'Art Contemporain Raymond Farbos.
- Fondation André Bussinger, chateau de Braux Ste Cohière. Champagne-Ardennes.
- Musée du Plein Air de la Sculpture Contemporaine, Quai St. Bernard, bord de Seine Paris - 1983.
- Musée d'art contemporain du Val de Marne (MAC/VAL),(Dessin et plans de la sculpture de Fontenay)
- Musée de Cambrai, Musée des Ursulines de Mâcon par la donation Eva Maria Fruhtrunk - 2004
- Musée Départemantal de l'Oise, Beauvais, Musée de Pontoise.
- Musée National d'Art Moderne, CNAC-GP centre Georges Pompidou, Paris - 2000.
- Ministère de la Culture, DRAC Alsace, FNAC, Ministère de la Défense, Musée national Evéché d'Evreux. 1964, 1968, 1981, 1987
- Ambassade de France au BRESIL. Tapisseries du salon d'honneur.

### Italia
- Museo civico di Padova 1977
- Comune di Chiaromonte (Basilicata) 1985
- Pinacoteca Provinciale di Bari (Puglia) 1994
- MUSMA, Museo della Scultura Contemporanea della Città di Matera, 2003
- Palazzo della Regione, Potenza 2007
- Comune di Teana (Basilicata)
- Museo degli Innocenti, Firenze, 2019

### Belgio
- ULB à Bruxelles, acquisition par le musée d'Ixelles
- Collection Thomas Neirynck, Maison Bernheim - Fondation Roi Baudouin

### Svizzera
- Musée National de Neuchâtel - 1992
- Musée des Beaux Arts de la Chaux de Fond
- Ville de Neuchâtel, Hommage à Marcel Joray - 1997

### Germania
- Musée de la Ville de Münster - 1977
- Saarlandmuseum Saarbrücken - 1982
- Musée de Leverkusen.
- Collection galerie Giebels Saarlouis.

### Danimarca
- Musée d'art moderne de Aarhus -1968.

### Giappone
- “Collection constructivisme Satoru Sato” Ville de TOME
- Musée d'art moderne et d'art construit - 2007

### USA
- Musée de Los Angeles, Californie LACMA - 1968

### Argentina
- Fundación Banco de la Nacion Argentina, Ministère des Affaires Etrangères.”

## Premi e decorazioni
- Premio Mitre in Argentina (1945)
- Premio Saint Gobain (1962)

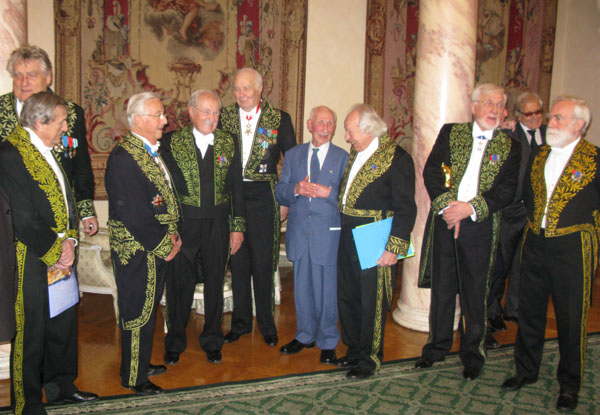
Marino di Teana all'Institut de France (2009)

- Medaglia d'argento conferita da Willy Brandt ex aequo con Le Corbusier al Congresso di Architettura e di Urbanistica di Bochum come rappresentante della Francia (1965)
- Diploma d'Onore alla XIV Triennale di Milano (1972)
- Rappresentante dell'Argentina alla Biennale di Venezia (1982)
- Premio d'onore della Fundación Konex di Buenos Aires “Artisti Pastici” (1982)
- Medaglia d'argento conferita dall'Académie Française d'Architecture (1987)
- Nominato Accademico a Buenos Aires presso L'Accademia Nazionale delle Belle Arti.
- Medaglia d'onore dell'Università di Seul conferita in occasione del 27° International Symposium of Arts (1997)
- Cittadinanza onoraria e Medaglia conferite dalla Regione Basilicata (2007)
- Medaglia d'onore conferita dalla Międzynarodwe, Triennale Rzeźby di Poznań (2009)
- Prix Commandant Paul-Louis Weiller, conferito dall'Académie des beaux-arts dell'Institut de France (2009)